# Хаётинав (район Рудаки)
Хаётинав (тадж. Ҳаётинав; до 2008 года — Янгихаёт) — село в районе Рудаки Республики Таджикистан. Входит в состав джамоата (сельской общины) Лохур района Рудаки.
Находится на расстоянии 11 км от райцентра (пгт. Сомониён) и 6 км от центра общины (село Лохур).
Население — 1642 чел. (2017).